# Stenopogon wolfi
Stenopogon wolfi är en tvåvingeart som beskrevs av Josef Mik 1887. Stenopogon wolfi ingår i släktet Stenopogon och familjen rovflugor. Inga underarter finns listade i Catalogue of Life.